# Allan Kateregga
Allan Kateregga (ur. 3 czerwca 1994 w Mulago) – ugandyjski piłkarz grający na pozycji ofensywnego pomocnika.

## Kariera klubowa
Swoją karierę piłkarską Kateregga rozpoczął w klubie SC Victoria University. W sezonie 2012/2013 zadebiutował w jego barwach w pierwszej lidze ugandyjskiej i zdobył w nim Puchar Ugandy. W 2013 roku grał w kenijskim Tusker Nairobi, a w 2014 w innym klubie z tego kraju, Nakuru AllStars. W latach 2014–2015 był zawodnikiem Bul FC. W 2015 znów wyjechał do Kenii. W 2015 roku występował w Ushuru Nairobi, a w latach 2016-2017 w AFC Leopards, z którym w 2017 zdobył Puchar Kenii. Jesienią 2017 występował w KCCA FC, z którym w sezonie 2017/2018 wywalczył wicemistrzostwo Ugandy oraz zdobył Puchar Ugandy. W 2018 roku był piłkarzem południowoafrykańskiego Cape Town City FC, a następnie Maritzburg United FC. W 2019 występował w irackim Erbil SC.

## Kariera reprezentacyjna
W reprezentacji Ugandy Kateregga zadebiutował 4 grudnia 2017 roku w zremisowanym 0:0 meczu CECAFA Cup 2017 z Burundi, rozegranym w Kakamedze. W 2019 roku został powołany do kadry do na Puchar Narodów Afryki 2019. Na tym turnieju był rezerwowym i nie rozegrał żadnego meczu.